# Spjutkastning för damer i friidrott vid olympiska sommarspelen 2024
Damernas spjutkastning vid olympiska sommarspelen 2024 avgjordes den 7 och 10 augusti 2024 på Stade de France i Paris. 32 idrottare från 24 nationer deltog i tävlingen. Det var 22 gången grenen fanns med i ett OS och den har funnits med i varje OS sedan 1932.
Den regerande OS-mästaren Liu Shiying återvände inte för att försvara sin titel men silvermedaljören Maria Andrejczyk och bronsmedaljören Kelsey-Lee Barber var tillbaka, liksom 2016 års OS-mästare Sara Kolak. Barber vann världsmästerskapen 2019 och 2022. Haruka Kitaguchi vann VM 2023 på det sista kastet och slog silvermedaljören Flor Ruiz och bronsmedaljören Mackenzie Little. Ruiz hade säsongens bästa kast inför OS .
I kvalet kunde åtta idrottare kvalificera sig automatiskt till finalen genom att kasta över 62,00 meter. Andrejczyk, Ruiz, Jo-Ane van Dyk och Kitaguchi gjorde det på första försöket. Det tog 61,08 för att hamna bland de 12 bästa och kvalificera sig på placering. Lü och Barber tog sig inte vidare.
Andrejczyk inledde finalen med 62,44 meter. Efter tre andra kastare fick Kitaguchi iväg ett bra kast på 65,80 och tog ledningen. Fem kastare senare gick Kathryn Mitchell upp på andra plats med 62,63. Mot slutet av den första rundan gick Yulenmis Aguilar om henne med 62,78. I den andra omgången tog Ruiz över andraplatsen med ett exakt kast på 63 meter. I den tredje omgången gick van Dyk från 10:e plats till andra plats med 63,93. Två idrottare senare kastade Sara Kolak, som låg på 11:e plats, 63,40 meter och tog sig till tredje plats. Hon skulle hålla den platsen i ytterligare fem kast, men sedan hoppade Nikola Ogrodníková från absolut sist till bronsplats med 63,68. De tre sista omgångarna visade sig inte vara betydande. Ingen kunde förbättra sig, även om Kitaguchi backade upp sitt vinnande kast i första omgången med 64,73.

## Kvalificering till OS-grenen
Kvalificeringsperioden för damernas spjutkastning var mellan 1 juli 2023 och 30 juni 2024. 32 idrottare kvalificerade sig till evenemanget, med högst tre idrottare per nation, genom att klara av kvalificeringsstandarden 64,00 meter eller genom sin världsranking i friidrott för denna gren.

## Schema
Alla tider är CET.
| Datum           | Tid   | Omgång |
| --------------- | ----- | ------ |
| 7 augusti 2024  | 10:25 | Kval   |
| 10 augusti 2024 | 19:40 | Final  |

## Rekord
Innan tävlingens start fanns följande rekord:
| Rekord           | Idrottare               | Längd | Plats               | Datum             |
| ---------------- | ----------------------- | ----- | ------------------- | ----------------- |
| Världsrekord     | Barbora Špotáková (CZE) | 72,28 | Stuttgart, Tyskland | 13 september 2008 |
| Olympiskt rekord | Osleidys Menéndez (CUB) | 71,53 | Aten, Grekland      | 27 augusti 2004   |

| Område                                   | Längd      | Idrottare         | Nation     |
| ---------------------------------------- | ---------- | ----------------- | ---------- |
| Afrika                                   | 69,35      | Sunette Viljoen   | Sydafrika  |
| Asien                                    | 67,98      | Lü Huihui         | Kina       |
| Europa                                   | 72,28 0VR0 | Barbora Špotáková | Tjeckien   |
| Nordamerika, Centralamerika och Karibien | 71,70      | Osleidys Menéndez | Kuba       |
| Oceanien                                 | 68,92      | Kathryn Mitchell  | Australien |
| Sydamerika                               | 66,70      | Flor Ruiz         | Colombia   |

## Resultat
Anmärkningarnas förklaring finns längst ner.

### Kval
Idrottarna behövde nå kvalgränsen 62,00 meter 0Q0 eller hamna på de 12 första platserna 0q0 för att gå till final.
| Plac. | Grupp | Idrottare             | Nation      | 1     | 2     | 3     | Resultat | Anmärkning |
| ----- | ----- | --------------------- | ----------- | ----- | ----- | ----- | -------- | ---------- |
| 1     | B     | Maria Andrejczyk      | Polen       | 65,52 |       |       | 65,52    | 0Q0        |
| 2     | B     | Sara Kolak            | Kroatien    | 54,04 | 64,57 |       | 64,57    | 0Q0        |
| 3     | B     | Flor Ruiz             | Colombia    | 64,40 |       |       | 64,40    | 0Q0        |
| 4     | A     | Jo-Ane van Dyk        | Sydafrika   | 64,22 |       |       | 64,22    | 0Q0 PB0    |
| 5     | B     | Elina Tzengko         | Grekland    | 52,02 | 61,09 | 63,22 | 63,22    | 0Q0        |
| 6     | A     | Mackenzie Little      | Australien  | 59,59 | 62,82 |       | 62,82    | 0Q0        |
| 7     | B     | Haruka Kitaguchi      | Japan       | 62,58 |       |       | 62,58    | 0Q0        |
| 8     | A     | Kathryn Mitchell      | Australien  | 58,71 | 62,40 |       | 62,40    | 0Q0        |
| 9     | B     | Yulenmis Aguilar      | Spanien     | 61,95 | 58,35 | 59,92 | 61,95    | 0q0        |
| 10    | B     | Marie-Therese Obst    | Norge       | 61,82 | x     | 55,40 | 61,82    | 0q0        |
| 11    | A     | Nikola Ogrodníková    | Tjeckien    | x     | 59,12 | 61,16 | 61,16    | 0q0        |
| 12    | B     | Momone Ueda           | Japan       | 56,77 | 61,08 | 56,87 | 61,08    | 0q0        |
| 13    | B     | Adriana Vilagoš       | Serbien     | 60.49 | 60,17 | 49,41 | 60,49    |            |
| 14    | B     | Petra Sičaková        | Tjeckien    | 60,47 | 59,68 | 59,44 | 60,47    |            |
| 15    | B     | Anete Sietiņa         | Lettland    | 56,73 | 59,46 | 60,47 | 60,47    |            |
| 16    | A     | María Lucelly Murillo | Colombia    | 60,38 | 56,28 | x     | 60,38    |            |
| 17    | A     | Līna Mūze             | Lettland    | 60,30 | x     | x     | 60,30    |            |
| 18    | A     | Christin Hussong      | Tyskland    | 57,00 | 56,84 | 59,99 | 59,99    |            |
| 19    | A     | Tori Peeters          | Nya Zeeland | 54,81 | 56,60 | 59,78 | 59,78    |            |
| 20    | A     | Victoria Hudson       | Österrike   | 59,69 | x     | x     | 59,69    |            |
| 21    | A     | Marina Saito          | Japan       | 59,42 | x     | 57,66 | 59,42    |            |
| 22    | B     | Lü Huihui             | Kina        | 58,52 | 55,38 | 59,37 | 59,37    |            |
| 23    | A     | Dai Qianqian          | Kina        | 55,56 | 56,18 | 59,33 | 59,33    |            |
| 24    | A     | Maggie Malone-Hardin  | USA         | 58,76 | 56,82 | 58,12 | 58,76    |            |
| 25    | B     | Liveta Jasiūnaitė     | Litauen     | 58,35 | x     | x     | 58,35    |            |
| 26    | B     | Kelsey-Lee Barber     | Australien  | 56,32 | 57,73 | 56,56 | 57,73    |            |
| 27    | A     | Rhema Otabor          | Bahamas     | x     | 54,76 | 57,67 | 57,67    |            |
| 28    | A     | Jucilene de Lima      | Brasilien   | x     | x     | 57,56 | 57,56    |            |
| 29    | A     | Annu Rani             | Indien      | 55,81 | 53,22 | 53,55 | 55,81    |            |
| 30    | B     | Anni-Linnea Alanen    | Finland     | 55,30 | 54,53 | x     | 55,30    |            |
| 31    | B     | Eda Tuğsuz            | Turkiet     | 51,33 | x     | 55,30 | 55,30    |            |
| 32    | A     | Dilhani Lekamge       | Sri Lanka   | 53,66 | x     | 53,24 | 53,66    |            |

### Final
| Plac. | Idrottare          | Nation     | 1     | 2     | 3     | 4                | 5                | 6                | Resultat | Anmärk. |
| ----- | ------------------ | ---------- | ----- | ----- | ----- | ---------------- | ---------------- | ---------------- | -------- | ------- |
| 1     | Haruka Kitaguchi   | Japan      | 65,80 | 62,39 | X     | 61,68            | 64,73            | X                | 65,80    |         |
| 2     | Jo-Ane van Dyk     | Sydafrika  | 59,72 | 61,72 | 63,93 | X                | 62,07            | 57,07            | 63,93    |         |
| 3     | Nikola Ogrodníková | Tjeckien   | 58,13 | X     | 63,68 | 58,34            | 61,45            | 58,04            | 63,68    |         |
| 4     | Sara Kolak         | Kroatien   | 57,86 | 58,85 | 63,40 | 58,43            | 62,31            | 63,03            | 63,40    |         |
| 5     | Flor Ruiz          | Colombia   | 60,49 | 63,00 | 62,41 | 61,68            | 60,14            | 61,35            | 63,00    |         |
| 6     | Yulenmis Aguilar   | Spanien    | 62,78 | X     | 60,17 | —                | 61,58            | X                | 62,78    |         |
| 7     | Kathryn Mitchell   | Australien | 62,63 | 59,57 | 60,31 | 62,16            | X                | X                | 62,63    |         |
| 8     | Maria Andrejczyk   | Polen      | 62,44 | 60,52 | X     | X                | X                | 57,74            | 62,44    |         |
| 9     | Elina Tzengko      | Grekland   | 61,85 | X     | 57,90 | Gick inte vidare | Gick inte vidare | Gick inte vidare | 61,85    |         |
| 10    | Momone Ueda        | Japan      | 59,57 | 61,64 | 59,79 | Gick inte vidare | Gick inte vidare | Gick inte vidare | 61,64    |         |
| 11    | Marie-Therese Obst | Norge      | 61,14 | 60,57 | 58,78 | Gick inte vidare | Gick inte vidare | Gick inte vidare | 61,14    |         |
| 12    | Mackenzie Little   | Australien | 60,32 | 56,94 | 59,41 | Gick knte vidare | Gick knte vidare | Gick knte vidare | 60,32    |         |